# Кит (фильм, 2008)
«Кит» (англ. Keith) — независимый драматический фильм Тода Кесслера. Сценарий написан Кесслером, Дэвидом Зэбелом и основан на одноимённом романе Рона Карлсона. В главных ролях — Элизабет Арнуа и Джесси Маккартни.
Действие фильма разворачивается вокруг 17-летней выпускницы школы Натали (Элизабет Арнуа), думавшей, что примерно знает, что её ждёт. На лабораторных по химии ей достался новый партнёр — Кит Зеттерстром (Джесси Маккартни). Вначале она раздосадована им, но в конце концов влюбляется в него и понимает, что он скрывает от неё тёмный секрет, который приведёт к печальным и трагическим последствиям.
Фильм был выпущен после концерта Джесси Маккартни 13 сентября 2008 года, в 19:30, Mandalay Bay Resort and Casino, Las Vegas, NV, а затем и в кинотеатрах с 19 сентября.

## Сюжет
Фильм начинается с того, что Натали лежит в кузове пикапа, который медленно едет к обрыву скалы.
Следующая сцена показывает начало обычного дня Натали.
Затем показано, как Кит в неформальной обстановке общается с Уоллом о жизненной цели. Цель Кита — девушка, в которую он влюблен.
Далее показан урок химии в классе Натали. Класс разбивают на пары. Партнёром Натали назначен Кит Зеттерстром, который в момент оглашения списков отсутствовал, но позже все-таки появляется. После короткой беседы Натали и Кит начинают спорить из-за того, что Натали старается концентрироваться на будущем, а Кит, напротив, считает, что нужно жить настоящим. Аргументы Кита не удовлетворяют Натали. Она просит учителя сменить ей партнёра, но тот отказывается. Вскоре она идет на вечеринку на Озеро, где знакомится с Рафаэлем, студентом по обмену, который сразу ей очень понравился.
Зная, что к следующему дню необходимо подготовить отчёт о лабораторной работе, Натали идёт искать Кита, чтобы тот помог ей. Они отправляются в офисное здание, поднимаются на последний этаж и садятся в переговорной. Кит посвящает её в свою беззаботную жизнь, они немного сближаются. Кит говорит Натали, что живёт в старом белом доме с большим крыльцом, который ей очень нравится. Натали обманывает Рафа, чтобы побыть с Китом, что вскоре будет раскрыто её подругой. Позже Натали идёт на Озеро с Рафом.
Кит упорно предлагает Натали встретиться как друзья. Он показывает ей несколько мест, ничего не принимая всерьез, с чем она постепенно учится мириться. Со временем они становятся все ближе, и Натали даже отменяет свидание с Рафом, чтобы пойти на «не-свидание» с Китом. Их очевидное сближение начинает раздражать Рафа, он ревнует.
Однажды Кит решает прислать Натали карбюратор машины в то время, когда у неё в гостях Раф. Натали злится. При встрече они начинают спорить, ссорятся, Натали выходит из пикапа, но на дороге внезапно появляются Уолл и мальчик Билли (которых Кит представляет как своих соседей). Билли настойчиво просит Кита пойти играть с ним в новую компьютерную игру, из чего Натали делает вывод, что у Билли — синдром гиперактивности. Натали возвращается в машину, они едут дальше. Спустя пару минут она предлагает свернуть на заброшенную дорогу, которая, как оказывается, ведет к любимому месту Кита — скале с видом на Озеро, находящейся на противоположном берегу реки. Там они сидят и разговаривают, потом обмениваются маленьким поцелуем. На следующий день Раф зовёт Натали на Озеро, но она отказывается. Вместо этого она хочет снова встретиться с Китом на скале.
Натали чувствует себя очень хорошо, когда, укрывшись курткой Кита, говорит с ним о будущем. Пока они разговаривают, лежа в кузове пикапа, Натали вдруг замечает, что машина медленно движется к обрыву скалы. Она выбирается из кузова, пытаясь остановить пикап, кричит Киту, чтобы он спрыгнул, если хочет остаться в живых. Тем не менее Кит продолжает расслабленно лежать дальше, несмотря на то, что может разбиться насмерть. Буквально за мгновение до падения Кит быстро поднимается, пересаживается на место водителя и останавливает пикап. Натали в ярости спрашивает, неужели он хотел умереть. Когда она оказывается дома, то обнаруживает, что на ней все ещё куртка Кита. В кармане куртки она находит антидепрессант.
На следующий день в школе Натали хочет спросить Кита об антидепрессанте, но он не приходит. Когда и назавтра он не появляется в школе, она начинает чувствовать беспокойство. Натали пытается узнать его координаты в администрации школы, но безрезультатно. Тогда она вспоминает, что Кит живёт в старом белом доме с большим крыльцом, и решает его навестить. Приехав, она обнаруживает, что там живёт совсем другая семья. Из-за загадочного исчезновения Кита Натали начинает проигрывать теннисные матчи, которые были ключом к её поступлению в Университет Дюк.
Две недели спустя Кит наконец появляется. Разозлённая обманом, Натали решает узнать, где он на самом деле живёт, взломав его шкафчик. В результате ей неделю запрещают посещать школу. Друзья Натали считают, что Кит специально пытается разрушить её жизнь, но она не верит этому. Не зная, что делать, Натали решает ехать к Киту домой. Там она видит его отца и понимает, что он врал ей и о своей семье. Кит отказывается выйти и поговорить с Натали. От безысходности она прячется в кузове пикапа. Ночью Кит выходит из дома и уезжает к своему любимому месту — обрыву скалы. Натали вылезает из кузова и признается в своем чувстве к Киту. Они целуются и проводят вместе ночь. Позже Кит отвозит её домой. Натали взволнована идеей о начале их романтических отношений, но Кит говорит, что всё случившееся ночью было лишь развлечением и ничего не значило. Это приводит Натали в ярость.
Дальше показано, как её жизнь оказывается наполненной печалью и неразберихой. Она оказывается на последних местах теннисного рейтинга, на грани потери права поступления в Дюк. Кроме того, разрывает с Рафаэлем. Бесцельно разъезжая по городу, Натали замечает машину Уолла — мужчины, которого знает как соседа Кита. Она спрашивает у Уолла, который оказывается врачом-консультантом, о Билли. Уолл говорит, что Билли умер от рака, а с Китом они познакомились, когда вместе ходили на химиотерапию. Натали осознает, Кит скрывал от неё именно роковой диагноз. Ошарашенная новостью, она приезжает к его дому, но Кит снова отказывается с ней разговаривать.
Однажды ночью Кит вдруг приезжает к дому Натали и зовёт её в боулинг, но по дороге она просит его свернуть и ехать в аэропорт. Там она дарит ему билет, на котором написано: «билет отсюда — куда угодно». Так Кит мог бы последовать своей мечте, ведь предел для него — только небо.
В аэропорту после долгих колебаний Кит наконец выражает свои настоящие чувства к Натали, и просит забыть его, ведь его жизнь скоро оборвется. Натали в сердцах отвечает, что будет с ним, сколько бы времени у него ни осталось…
Далее действие переносится к выпускному Натали. Кит в конце фильма не упомянут, но, по-видимому, умер от той болезни, что упоминает его врач, когда тот разговаривал в магазине с Натали. Натали собирает в чемодан вещи из шкафчика Кита и выходит из школы. Натали изменилась. Она переняла много старых привычек Кита, стала разбираться в технике, полюбила жёлтый пикап и научилась его чинить. Далее показывают, как она вместе с отцом Кита устанавливает в пикап карбюратор. Далее следует сцена, с которой начинался фильм: Натали едет в кузове к обрыву и за секунду до падения, точно как Кит, успевает остановить машину. Затем показывается, как Натали подъезжает к перекрёстку, ведущему в город Лондон, Онтарио, где ежегодно проходит выставка грузовиков, на которой мечтал побывать Кит. Финальная сцена фильма — удаляющийся к горизонту жёлтый пикап.

## В ролях
- Джесси Маккартни — Кит Зеттерстром
- Элизабет Арнуа — Натали Андерсон
- Игнасио Серричио — Раф
- Марго Харшман — Брук
- Табита Браунстоун — Синтия Андерсон
- Майкл МакГрейди — Пит Андерсон
- Дженнифер Грей — Кэролайн
- Тим Халлиган — отец Кита

## Список композиций
- Open road
- Triptopax Photos
- Softee
- Stalking
- Nat Raf Drive
- Spiked Heels
- Okay partner
- Makin' out
- Natalies Ambition
- Bowling For Fun
- We’re Not Going Bowling
- Adventure Reprise
- Natalies Waltz
- Try Again
- Sometimes
- Mexicolas — Times Infinity

## Награды
- 2007: Giffoni Film Festival (Italy) — Best Movie